# Altenbeken
Altenbeken è un comune di 9 097 abitanti della Renania Settentrionale-Vestfalia, in Germania.
Appartiene al distretto governativo (Regierungsbezirk) di Detmold ed al circondario (Kreis) di Paderborn (targa PB).